# Svinjarica
Svinjarica (en serbe cyrillique : Свињарица) est un village de Serbie situé dans la municipalité de Lebane, district de Jablanica. Au recensement de 2011, il compte 104 habitants.

## Démographie
| 1948 | 1953 | 1961 | 1971 | 1981 | 1991 | 2002 | 2011 |
| ---- | ---- | ---- | ---- | ---- | ---- | ---- | ---- |
| 550  | 548  | 511  | 403  | 298  | 236  | 137  | 104  |

|  |